# Jeanne Henriëtte Hijmans
Jeanne Henriëtte (Vogelsang-)Hijmans (Rotterdam, 8 oktober 1873 – Utrecht, 30 mei 1941) was een Nederlands violiste.
Zij was dochter van Sara Kerdijk en koopman (Hijman) Jacobus Hijmans. Ze trouwde in 1901 met privaatdocent (later kunsthistoricus) Willem Vogelsang. Het echtpaar kreeg een dochter, die met een arts zou trouwen.
Alhoewel geboren in Rotterdam kreeg ze haar violistenopleiding in Amsterdam en wel van Joseph Cramer. Daarna volgde nog een studie bij Joseph Joachim aan de Hochschule in Berlijn. Al in de jaren negentig stond ze op de podia, al was het dan kleinschalig (buurthuizen etc.) Haar eerste grote optreden zou hebben plaats gevonden in Düsseldorf, waarna binnen- en buitenlandse optredens volgden., Zij trad op onder gerenommeerde dirigenten als Max Reger en Arthur Nikisch. Ze speelde niet alleen klassiek repertoire maar ook nieuwe werken zoals van Max von Schillings. Haar piek lag in de jaren tien. In die periode trad ze vier keer op met het Concertgebouworkest, tweemaal onder Cornelis Dopper en tweemaal onder Willem Mengelberg. Na haar actieve loopbaan werd ze muziekpedagoge te Utrecht. Samen met haar man hield ze wel lezingen; hij over beeldende kunst, zij over muziek. Ze was voorts enige tijd bestuurslid van de Nederlandse Organisatie voor Toonkunstenaars (vermoedelijk afdeling Utrecht).
Ze werd begraven op Begraafplaats Groenesteeg in Leiden. Haar grafsteen heeft een citaat van Rainer Maria Rilke (“Wir alle fallen” uit Herbst).